# Kap Shui Mun
Kap Shui Mun (kinesiska: 汲水门) är ett sund i Hongkong (Kina). Det ligger i den nordvästra delen av Hongkong.